# Junggeum
Le junggeum (en coréen : 중금, hanja : 中笒 ; également appelé chunggum ou chunggŭm) est une flûte traversière faite dans du bambou. De taille moyenne qui était autrefois utilisée dans la musique coréenne traditionnelle. Contrairement au grand daegeum , il n’est pas pourvu d'une membrane bourdonnante (bien qu’il en ait eu une dans l’antiquité). Il était naguère utilisé dans les tribunaux, mais aussi dans la cour et chez les aristocrates lors des concerts. Quand bien même il fut vulgarisé lors de manifestations folkloriques, il est tombé en désuétude et en grande partie  abandonné.

## Historique
Le junggeum est d'origine chinoise, le plus ancien paixiao découvert, a été estimé provenir d'une date qui se situe entre la dynastie Shang et le début de la dynastie Zhou (vers -1046). Le  junggeum  est un  aérophone, c'est-à-dire un instrument dont le son est produit grâce aux vibrations d'une colonne d'air provoquées par le souffle d'un instrumentiste.
Conformément à l’ancien « canon » de la musique coréenne, l'Akhak gwebeom (coréen : 악학궤범) rédigé au XVe siècle, sous la dynastie Joseon, la plage du  junggeum  est limitée à une octave et demi. Dans les orchestres, l'instrument est pratiquement toujours accompagné par le luth et le xylophone coréens.

## Jeu
Le  junggeum  se joue à l' horizontal tout comme son jumeau le Dangjeok. Bien que plus grand par sa taille, il n'est pas facile de différencier tant dans leur structure que dans la manière de les utiliser Bien souvent ils sont confondus, et leur différence réside dans le nombre des orifices qu'ils comportent. Le gangjeok (tang-jok) possède un total de sept trous: un chalumeau et six trous pour les doigts, alors que le sogum possède un total de huit trous: un chalumeau et sept trous pour les doigts. 
Parmi les autres flûtes de la même famille figurent le daegeum et le sogeum. Ces trois instruments  sont aussi réputés que le samjuk (coréen : 삼죽, hanja: 三竹 , littéralement « trois bambou »), les trois flûtes primaires de la  période Silla . Les deux sont encore utilisés dans la musique traditionnelle, ainsi que dans la musique classique contemporaine, la musique populaire et les musiques de film.